# Prêmios Emmy do Daytime de 2021
O 48º Daytime Emmy Awards, apresentado pela Academia Nacional de Artes e Ciências Televisivas (NATAS), homenageou o melhor da programação diurna da televisão nos Estados Unidos em 2020. Foi realizado em 25 de junho de 2021, como um especial produzido remotamente devido à pandemia de COVID-19. A cerimônia foi apresentada pela atriz Sheryl Underwood.

## Informações da cerimônia
A Academia Nacional de Artes e Ciências Televisivas (NATAS) anunciou em dezembro de 2020 que planejava manter a cerimônia virtual do Daytime Emmy Awards pelo segundo ano consecutivo devido à incerteza sobre a pandemia de COVID-19.
Em abril de 2021, a CBS assinou um contrato de dois anos para transmitir o Daytime Emmys, também permitindo que as cerimônias fossem transmitidas na Paramount+ em 2021 e 2022.

## Vencedores
As nomeações foram anunciadas em 25 de maio de 2021.

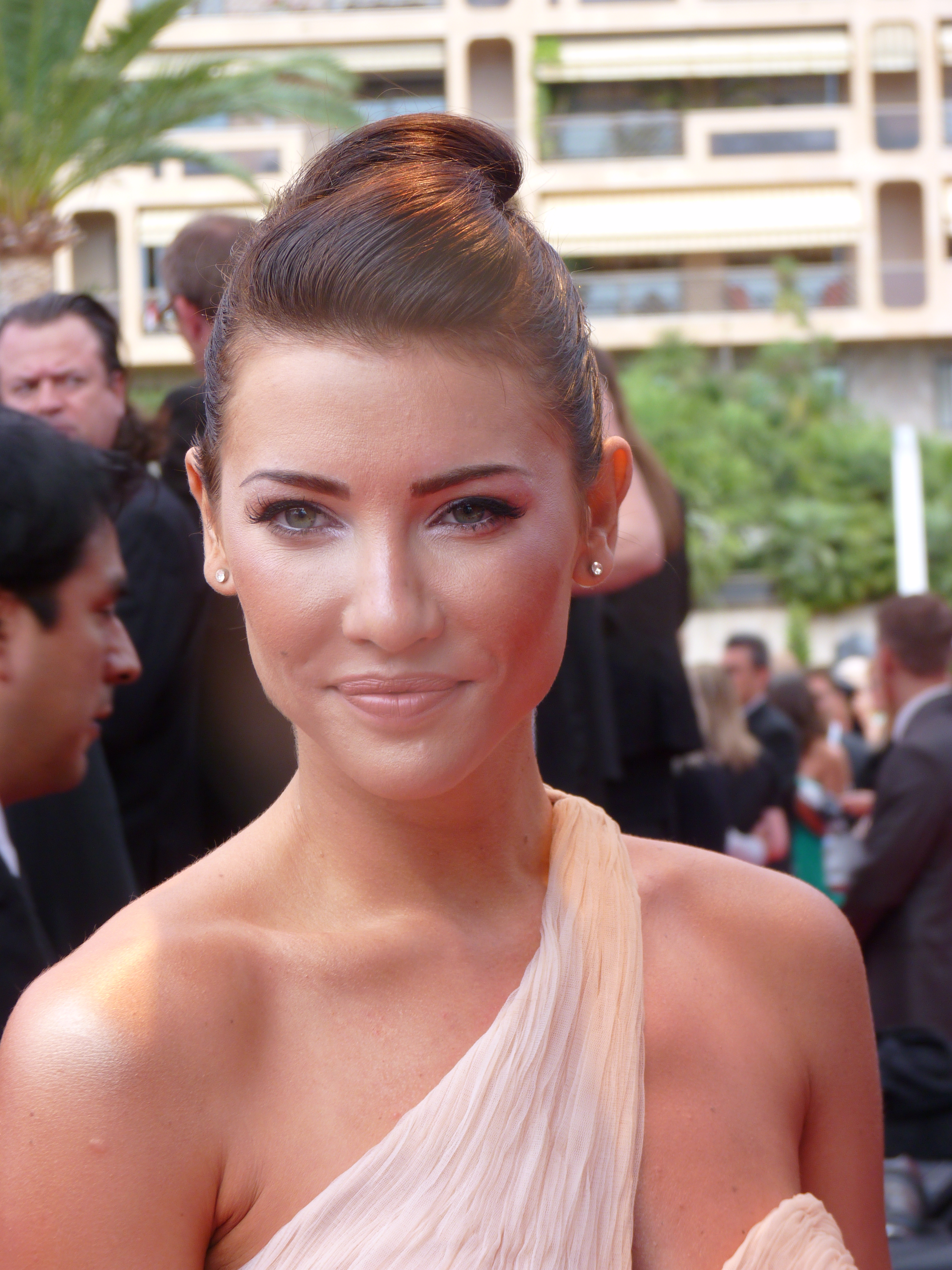
Jacqueline MacInnes Wood, venceu o prêmio de melhor atriz em série de drama.

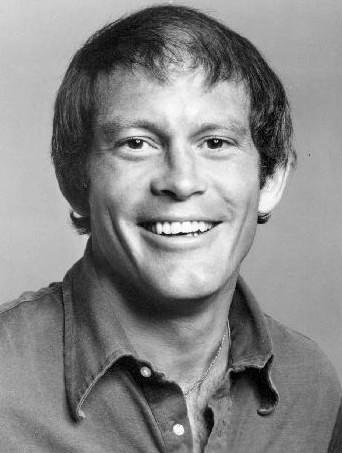
Max Gail, venceu o prêmio de melhor ator coadjuvante em série de drama.

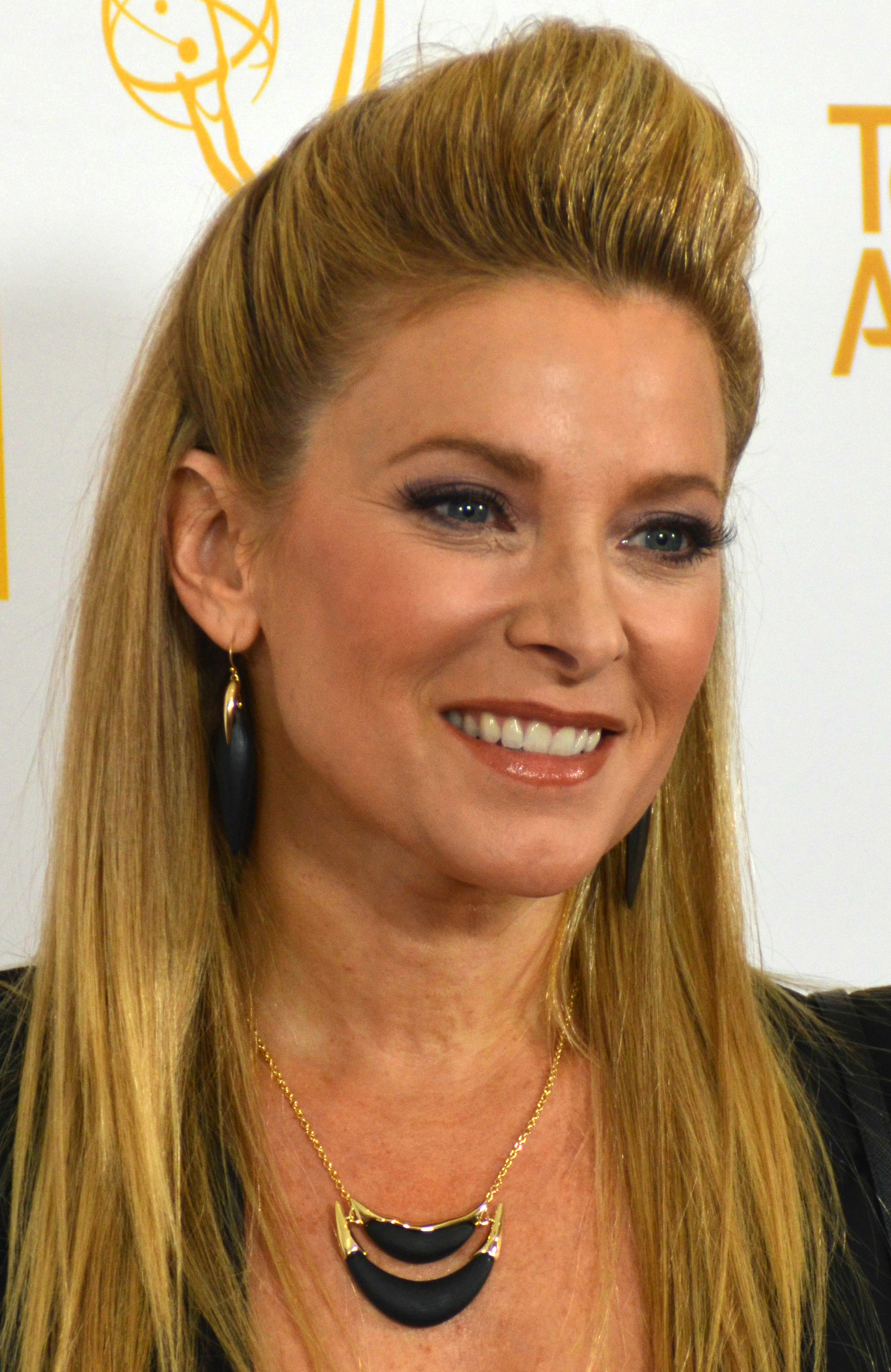
Cady McClain, venceu o prêmio de melhor atriz convidada numa série de drama

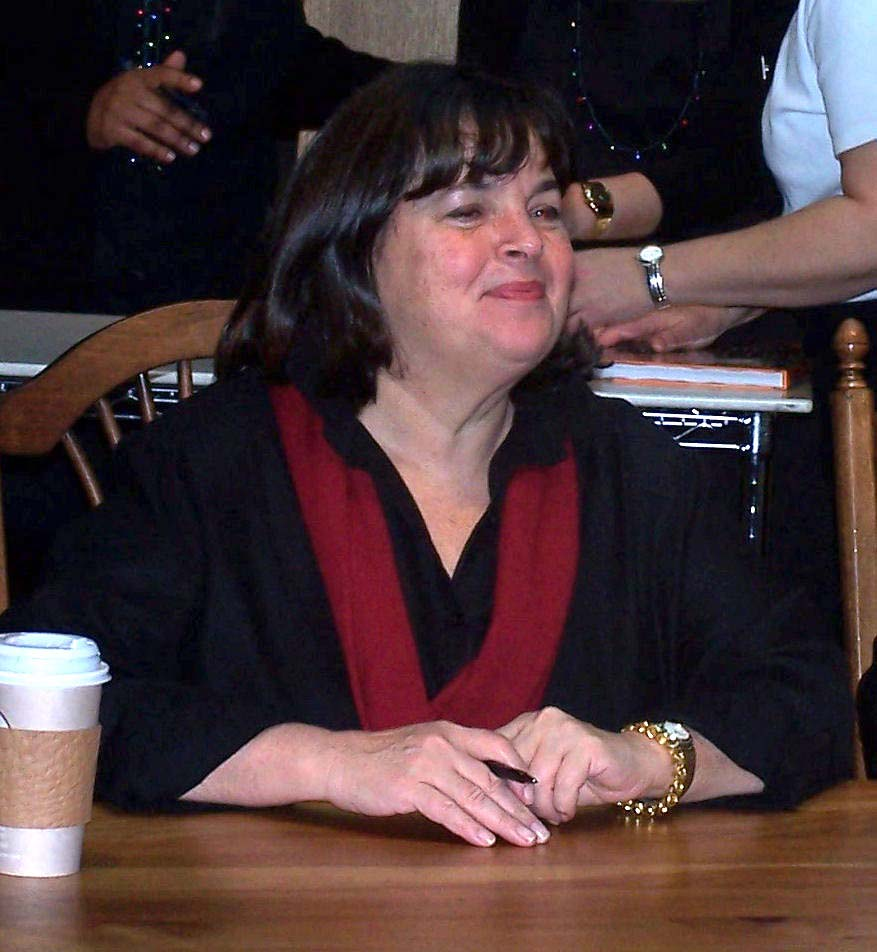
Ina Garten, venceu o prêmio de melhor apresentadora de programa culinário.

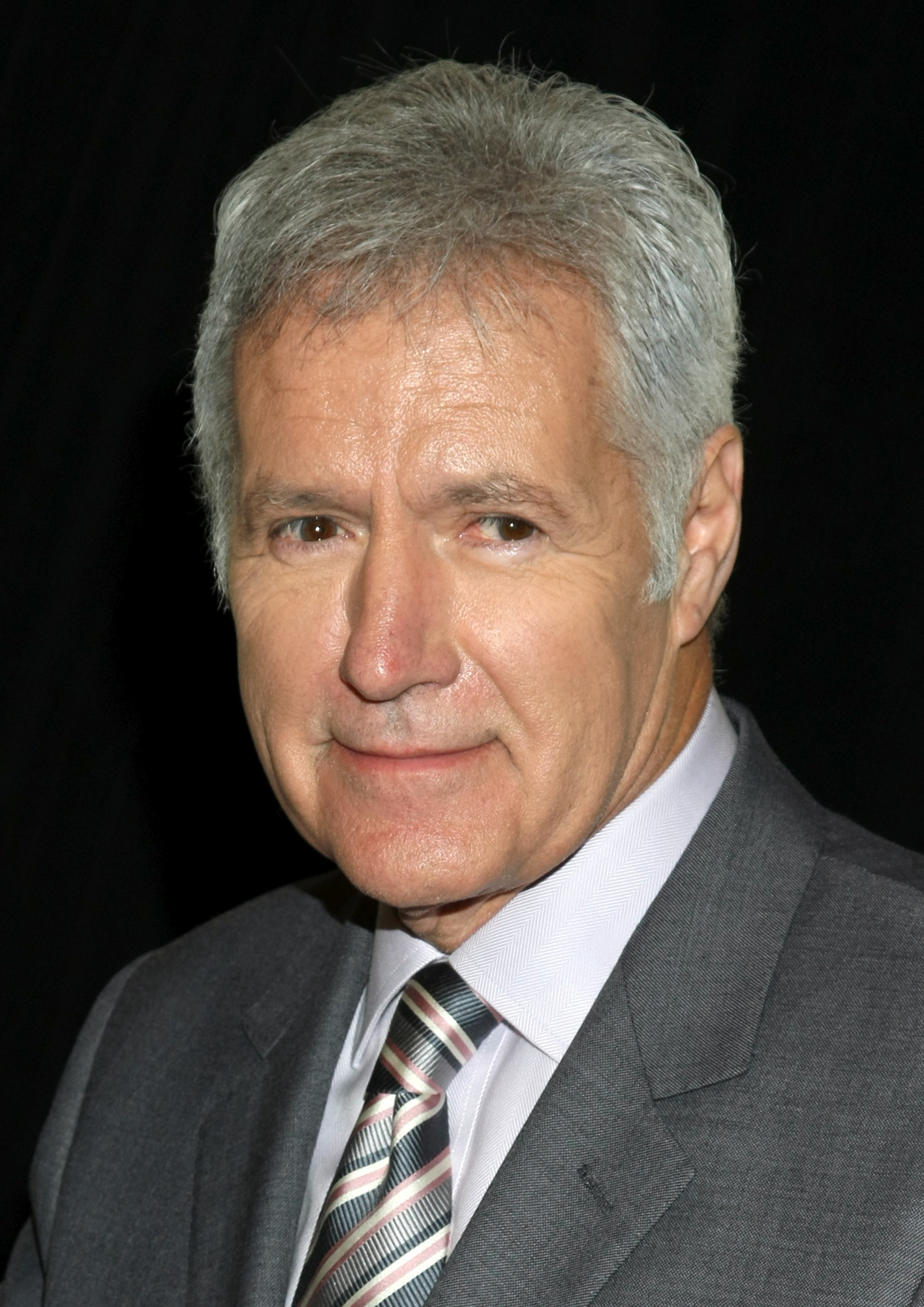
Alex Trebek, ganhou postumamente o prêmio de melhor apresentador de game show.

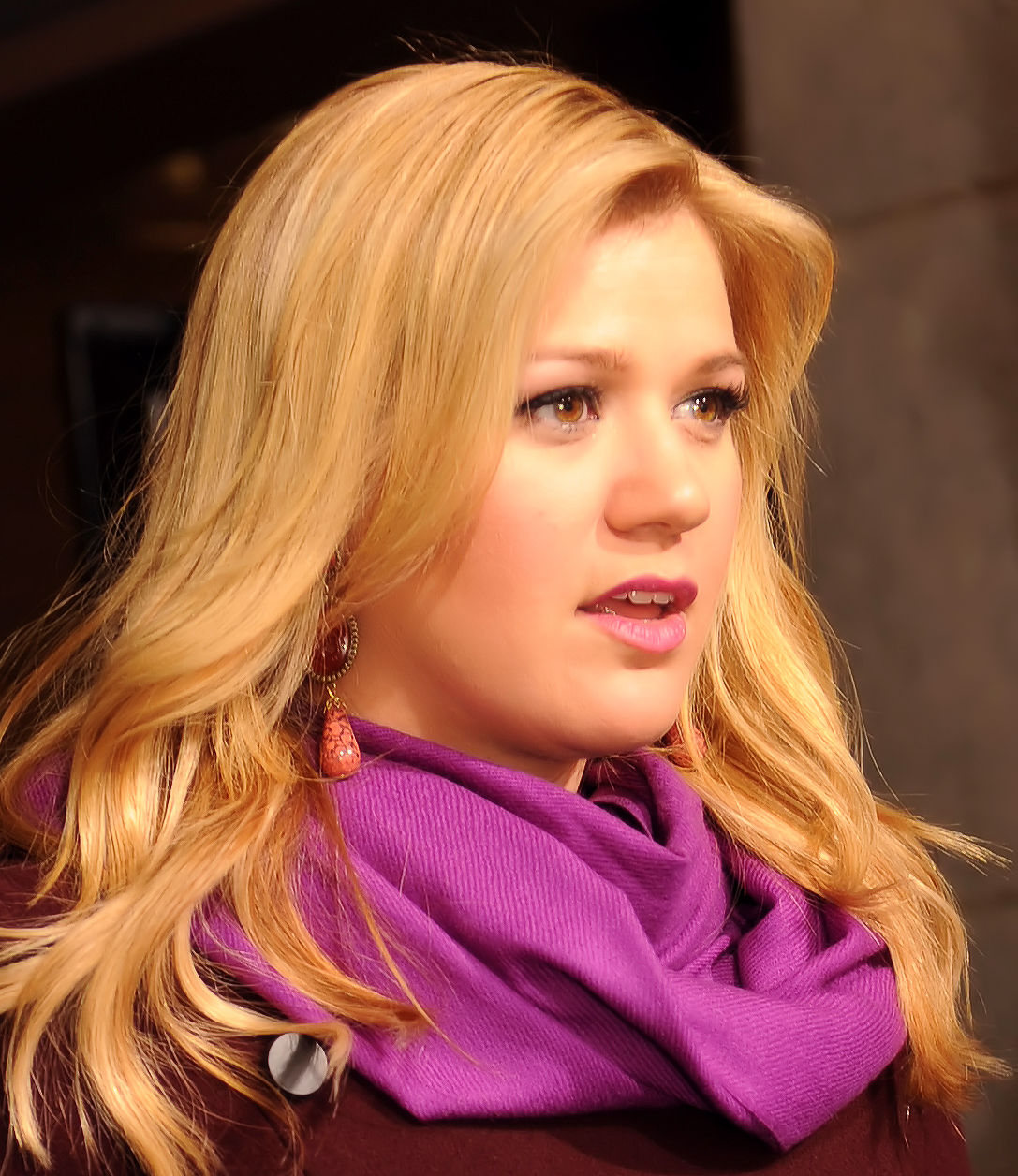
Kelly Clarkson, venceu o prêmio de melhor apresentadora de talk show.

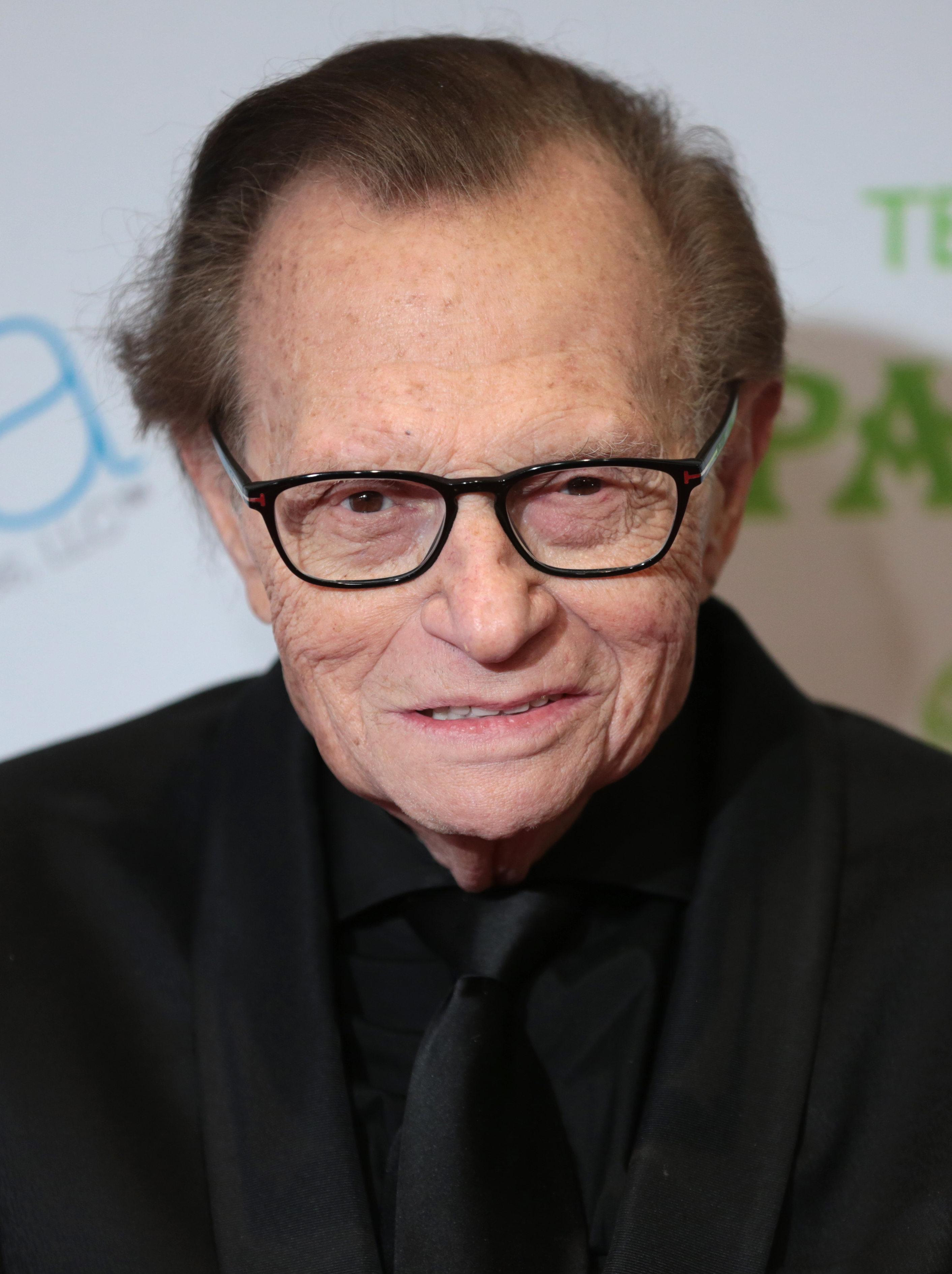
Larry King, ganhou postumamente o prêmio de melhor apresentador de talk show informativo.

### Programação
| Melhor Série Dramática | Melhor Minissérie |
| --- | --- |
| - General Hospital (ABC) - The Bold and the Beautiful (CBS) - Days of Our Lives (NBC) - The Young and the Restless (CBS)                                                       | - Studio City (Amazon Prime Video) - The Bay (Popstar TV) - Beacon Hill (reelwomensnetwork.com) - A House Divided (UMC)                                                                       |
| Melhor Gameshow | Melhor Programa de Tribunal |
| - Jeopardy! (Sindicação) - Family Feud (Sindicação) - Let’s Make a Deal (CBS) - The Price Is Right (CBS) - Wheel of Fortune (Sindicação)                                       | - The People's Court (Sindicação) - Caught in Providence (Sindicação) - Divorce Court (Fox) - Judge Judy (Sindicação) - Lauren Lake's Paternity Court (Sindicação)                            |
| Melhor Programa Matutino | Melhor Programa de Notícias de Entretenimento |
| - CBS Sunday Morning (CBS) - Good Morning America (ABC) - Sunday TODAY with Willie Geist (NBC) - Today Show (NBC)                                                              | - Entertainment Tonight (Sindicação) - Access Hollywood (Sindicação) - E!’s Daily Pop (E!) - Extra (Sindicação) - Inside Edition (Sindicação)                                                 |
| Melhor Talk Show Informativo | Melhor Talk Show de Entretenimento |
| - Red Table Talk (Facebook Watch) - The 3rd Hour of TODAY (NBC) - GMA3: What You Need To Know (ABC) - Red Table Talk: The Estefans (Facebook Watch) - Tamron Hall (Sindicação) | - The Kelly Clarkson Show (Sindicação) - The Drew Barrymore Show (Sindicação) - The Ellen DeGeneres Show (Sindicação) - Live with Kelly and Ryan (Sindicação) - Today with Hoda & Jenna (NBC) |

### Atuação
| Melhor Ator em Série Dramática | Melhor Atriz em Série Dramática |
| --- | --- |
| - Maurice Benard como Sonny Corinthos em General Hospital (ABC) - Steve Burton como Jason Morgan em General Hospital (ABC) - Thorsten Kaye como Ridge Forrester em The Bold and the Beautiful (CBS) - Wally Kurth como Justin Kiriakis em Days of Our Lives (NBC) - Dominic Zamprogna como Dante Falconeri em General Hospital (ABC)  | - Jacqueline MacInnes Wood como Steffy Forrester em The Bold and the Beautiful (CBS) - Melissa Claire Egan como Chelsea Lawson em The Young and the Restless (CBS) - Genie Francis como Laura Collins em General Hospital (ABC) - Nancy Lee Grahn como Alexis Davis em General Hospital (ABC) - Finola Hughes como Anna Devane/Alex Marick em General Hospital (ABC) |
| Melhor Ator Coadjuvante em Série Dramática | Melhor Atriz Coadjuvante em Série Dramática |
| - Max Gail como Mike Corbin em General Hospital (ABC) - Darin Brooks como Wyatt Spencer em The Bold and the Beautiful (CBS) - Bryton James como Devon Hamilton em The Young and the Restless (CBS) - Jeff Kober como Cyrus Renault em General Hospital (ABC) - James Patrick Stuart como Valentin Cassadine em General Hospital (ABC) | - Marla Adams como Dina Mergeron em The Young and the Restless (CBS) - Tamara Braun como Ava Vitali em Days of Our Lives (NBC) - Carolyn Hennesy como Diane Miller em General Hospital (ABC) - Briana Nicole Henry como Jordan Ashford em General Hospital (ABC) - Courtney Hope como Sally Spectra em The Bold and the Beautiful (CBS)                              |
| Melhor Artista Jovem em Série Dramática | Melhor Atriz Convidada em Série Dramática |
| - Victoria Konefal como Ciara Brady em Days of Our Lives (NBC) - Tajh Bellow como TJ Ashford em General Hospital (ABC) - Alyvia Alyn Lind como Faith Newman em The Young and the Restless (CBS) - Katelyn MacMullen como Willow Tait em General Hospital (ABC) - Sydney Mikayla como Trina Robinson em General Hospital (ABC)         | - Cady McClain como Jennifer Horton-Devereaux em Days of Our Lives (NBC) - Kim Delaney como Jackie Templeton em General Hospital (ABC) - George DelHoyo como Orpheus em Days of Our Lives (NBC) - Briana Lane como Brook Lynn Ashton em General Hospital (ABC) - Victoria Platt como Dr. Amanda Raynor em Days of Our Lives (NBC)                                    |

### Apresentação
| Melhor Apresentador(a) de Lifestyle/Culinária | Melhor Apresentador(a) de Gameshow |
| --- | --- |
| - Ina Garten – Barefoot Contessa: Cook Like a Pro (Food Network) - Valerie Bertinelli – Valerie's Home Cooking (Food Network) - Giada De Laurentiis – Giada at Home 2.0 (Food Network) - Edward Delling-Williams – Paris Bistro Cooking with Edward Delling-Williams (Recipe TV) - Sophia Roe – Counter Space (Vice TV) - Michael Symon – Symon's Dinners Cooking Out (Food Network) | - Alex Trebek – Jeopardy! (Sindicação) - Wayne Brady – Let's Make a Deal (CBS) - Steve Harvey – Family Feud (Sindicação) - Alfonso Ribeiro – Catch 21 (Game Show Network) - Pat Sajak – Wheel of Fortune (Sindicação) |
| Melhor Apresentador(a) de Talk Show de Entretenimento | Melhor Apresentador(a) de Talk Show de Informativo |
| - Kelly Clarkson – The Kelly Clarkson Show (Sindicação) - Drew Barrymore – The Drew Barrymore Show (Sindicação) - Sean Evans – Hot Ones (YouTube) - Hoda Kotb and Jenna Bush Hager – Today with Hoda & Jenna (NBC) - Kelly Ripa and Ryan Seacrest – Live! with Kelly and Ryan (Sindicação)                                                                                           | - Larry King – Larry King Now (Ora TV) - Gloria Estefan, Emily Estefan e Lili Estefan – Red Table Talk: The Estefans (Facebook Watch) - Tamron Hall – Tamron Hall (Sindicação) - Rachael Ray – Rachael Ray (Sindicação) - Taraji P. Henson & Tracie Jade – Peace of Mind with Taraji (Facebook Watch) - Amy Robach, Dr. Jennifer Ashton & T. J. Holmes – GMA3: What You Need To Know (ABC) - Jada Pinkett Smith, Willow Smith & Adrienne Banfield-Norris – Red Table Talk (Facebook Watch) |

### Direção/Roteiro
| Melhor Equipe de Direção de Série Dramática                                                                              | Melhor Equipe de Roteiristas de Série Dramática                                                |
| --- | ---------------------------------------------------------------------------------------------- |
| - General Hospital (ABC) - The Bold and the Beautiful (CBS) - Days of Our Lives (NBC) - The Young and the Restless (CBS) | - The Young and the Restless (CBS) - The Bold and the Beautiful (CBS) - General Hospital (ABC) |